# エドゥアルド・ソウト・デ・モウラ
エドゥアルド・エリジオ・マシャド・ソウト・デ・モウラ（Eduardo Elísio Machado Souto de Moura、1952年7月25日 - ）はポルトガルの建築家。ポルトガル北部の大都市ポルトで生まれ、ポルトを拠点としており、フェルナンド・ターヴォラやアルヴァロ・シザらポルトガルを代表する建築家らが教授を務めたポルト大学の建築学部で教授となっている。
大理石や花崗岩やコンクリートなどで造られた壁で支えられた建築や、ミース・ファン・デル・ローエの影響を受けた水平の線を強調した建築などを主な特徴とする。2011年にプリツカー賞を、2013年にウルフ賞芸術部門を受賞した。

## 経歴

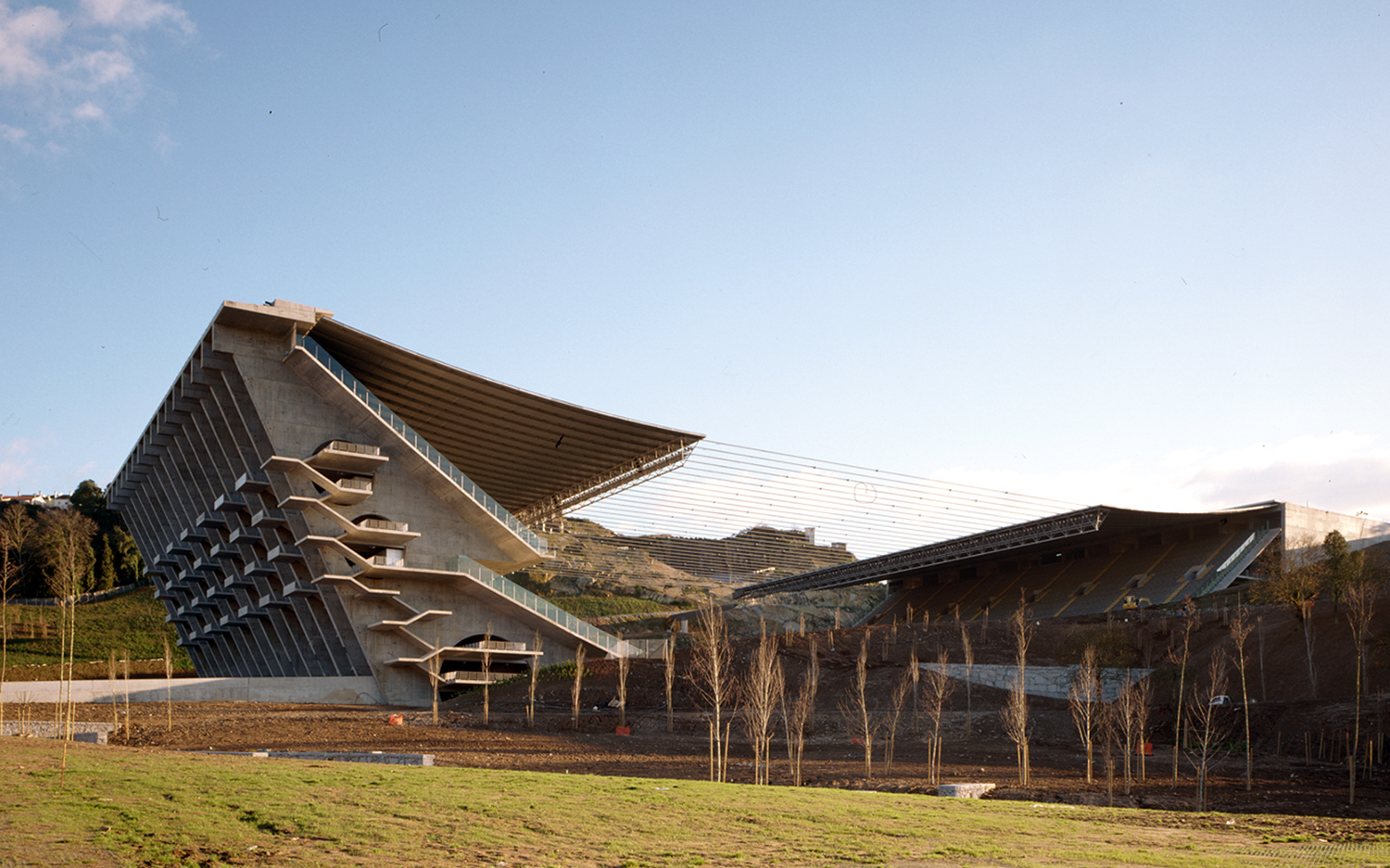
ブラガ市、エスタディオ・ムニシパル・デ・ブラガ

ソウト・デ・モウラはポルトで生まれた。医者である父ジョゼ・アルベルト・ソウト・デ・モウラ（José Alberto Souto de Moura）と、母マリア・テレザ・ラモス・マシャド（Maria Teresa Ramos Machado）の間に生まれた。ポルトガルの司法長官を務めたジョゼ・ソウト・デ・モウラは兄。
ポルト大学芸術学部（現在の建築学部）で彫刻を学んだが、途中で建築に転向し、1980年に学位を得た。1974年から1979年までポルトの建築家アルヴァロ・シザのもとで働き、自分の事務所を持つよう勧められた。アルヴァロ・シザとは2000年のハノーバー万博でのポルトガル館の設計や、2005年のロンドン・サーペンタイン・ギャラリーの夏季パビリオン設計で共同作業している。
1980年に自分の事務所を開き、1981年に開催されたポルト市の文化センター（Casa das Artes）の建築設計競技（コンペ）で勝利し国内外に名を知られるようになった。このセンターは20世紀初頭に造られた新古典主義建築の邸宅の庭園に予定されており、コンペではこの庭園の保存と同時に劇場や展覧会場などを備える芸術のための複合施設を造ることが求められていた。ソウト・デ・モウラは花崗岩の壁に挟まれたミニマルな建築案でこれに応えている。1987年にはオーストリアのザルツブルクの歴史地区のホテル設計コンペで勝ち、国際的な名声を高めた。
ソウト・デ・モウラの初期の作品は、母国ポルトガルでの質素な住宅建築が中心であったが、後にスペイン、イタリア、ドイツ、イギリス、スイスなど欧州各地で、ショッピングセンター、学校、美術館、映画館などの大掛かりな建物を手がけている。1989年から1997年までポルトガル北部のアマレスで12世紀の修道院の廃墟に滞在し、これをポザーダ（Pousada, 歴史的建築を転用したもと国営のホテルチェーン）へと改造する作業を行っている。
1981年から1990年まで、ソウト・デ・モウラは母校ポルト大学の助教授を務め、後に教授となった。その他、ハーバード大学を始めポルトガル国内外のさまざまな大学で講義やゼミを行っている。
2011年3月には建築界の大きな賞であるプリツカー賞を受賞した。ポルトガル人としては、同じポルト大学出身のアルヴァロ・シザに続き2人目となる。授賞にあたっては、ブラガ市の市立サッカー競技場エスタディオ・ムニシパル（SCブラガの本拠地）、ポルト市の高層ビル・ブルゴ・タワー、カスカイスのポーラ・レゴ美術館などが評価された。

## 作品
- 1981年 - 1991年　ポルト文化センター（芸術の家）
- 1990年 - 1994年　アヴェイロ大学地球科学学部
- 2000年　ハノーバー万博ポルトガル館（アルヴァロ・シザと共同）
- 2003年　エスタディオ・ムニシパル　ポルトガル、ブラガ

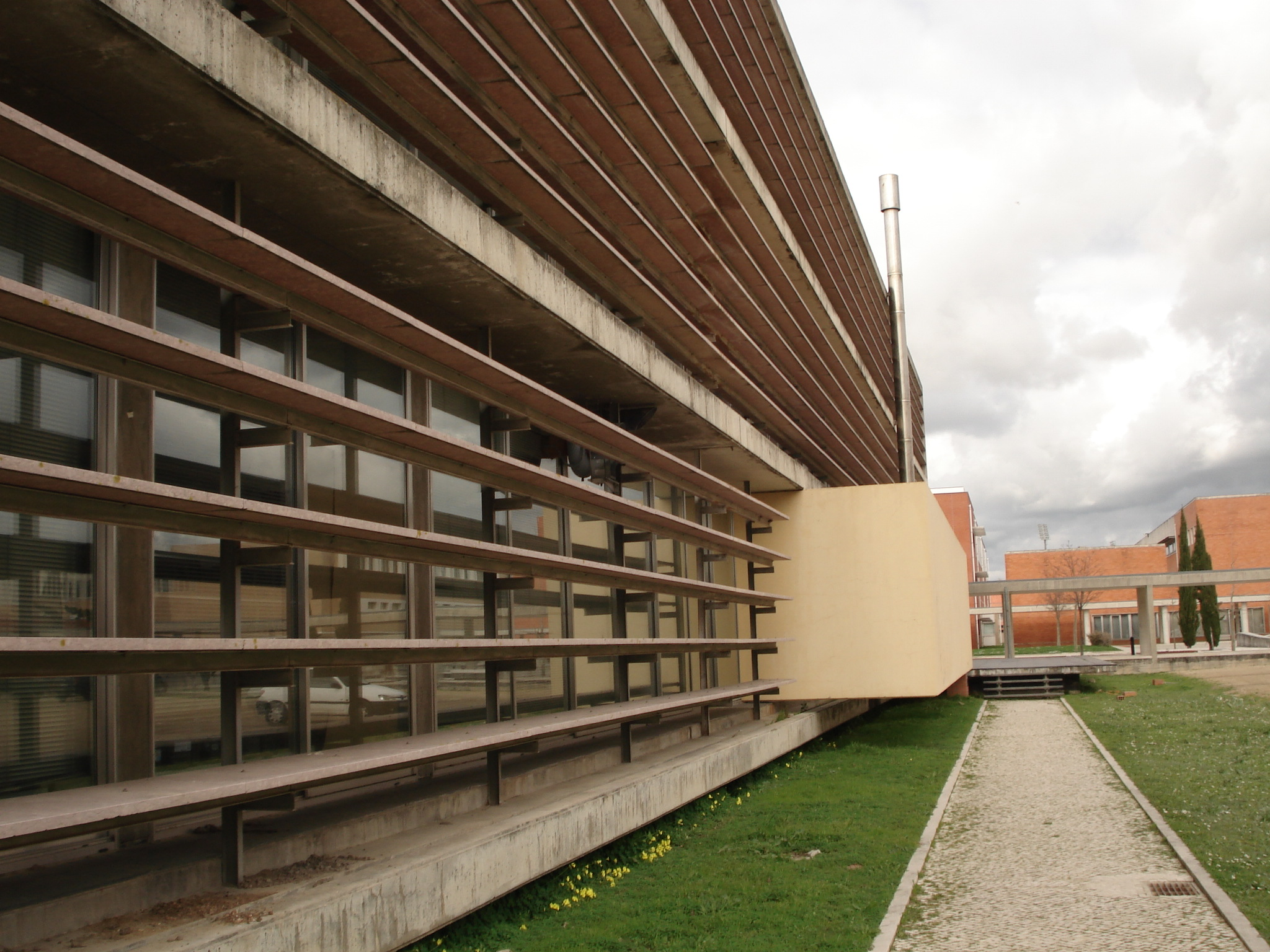
アヴェイロ大学地球科学学部
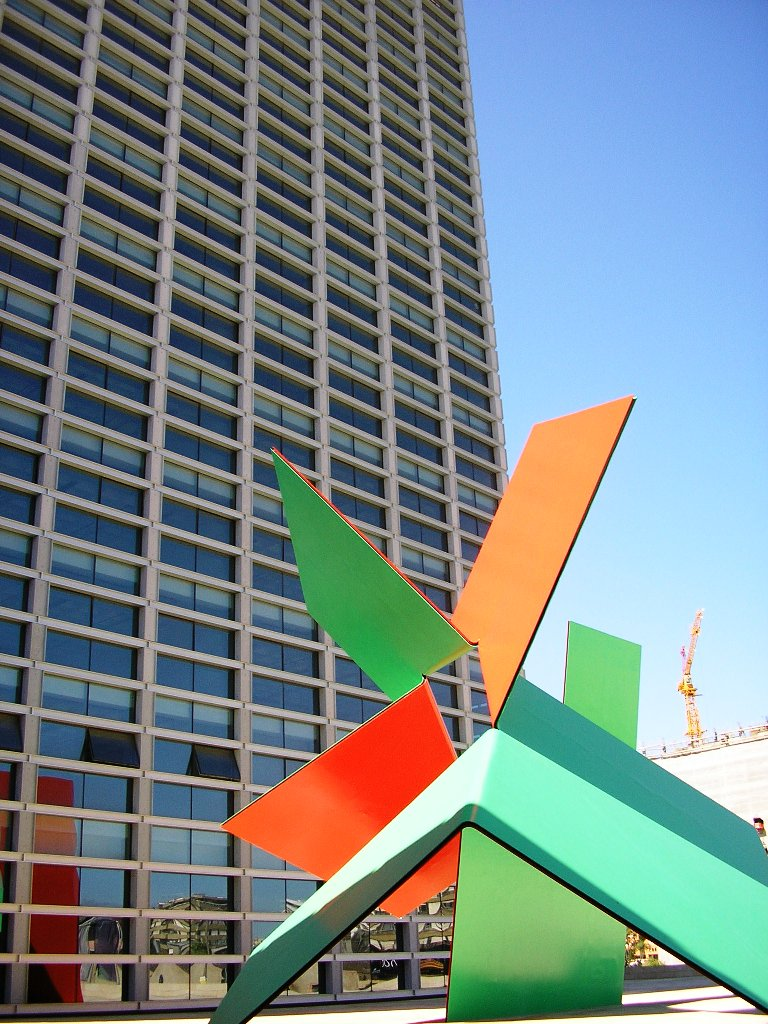
ポルト市、ブルゴ・タワー（Burgo Empreendimento）、手前のパブリック・アートは Ângelo de Sousa による
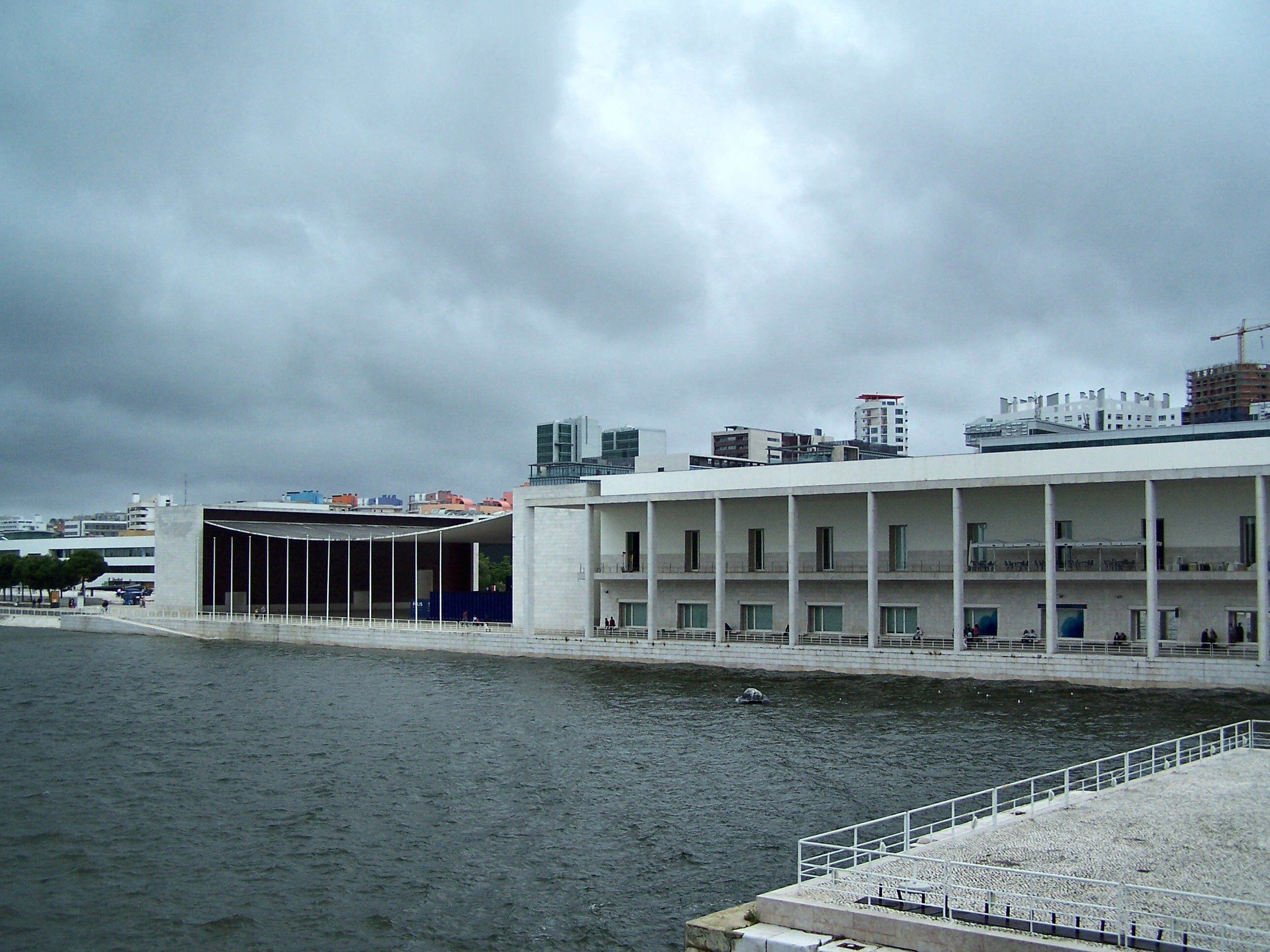
ハノーバー万博ポルトガルパビリオン
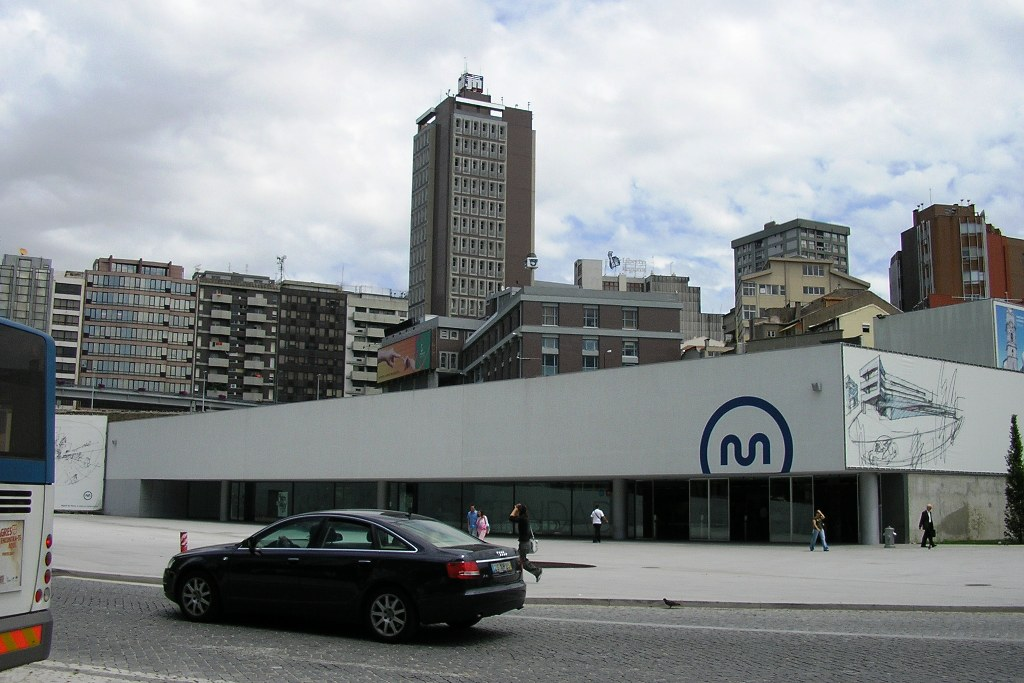
ポルト地下鉄のトリンダーデ駅
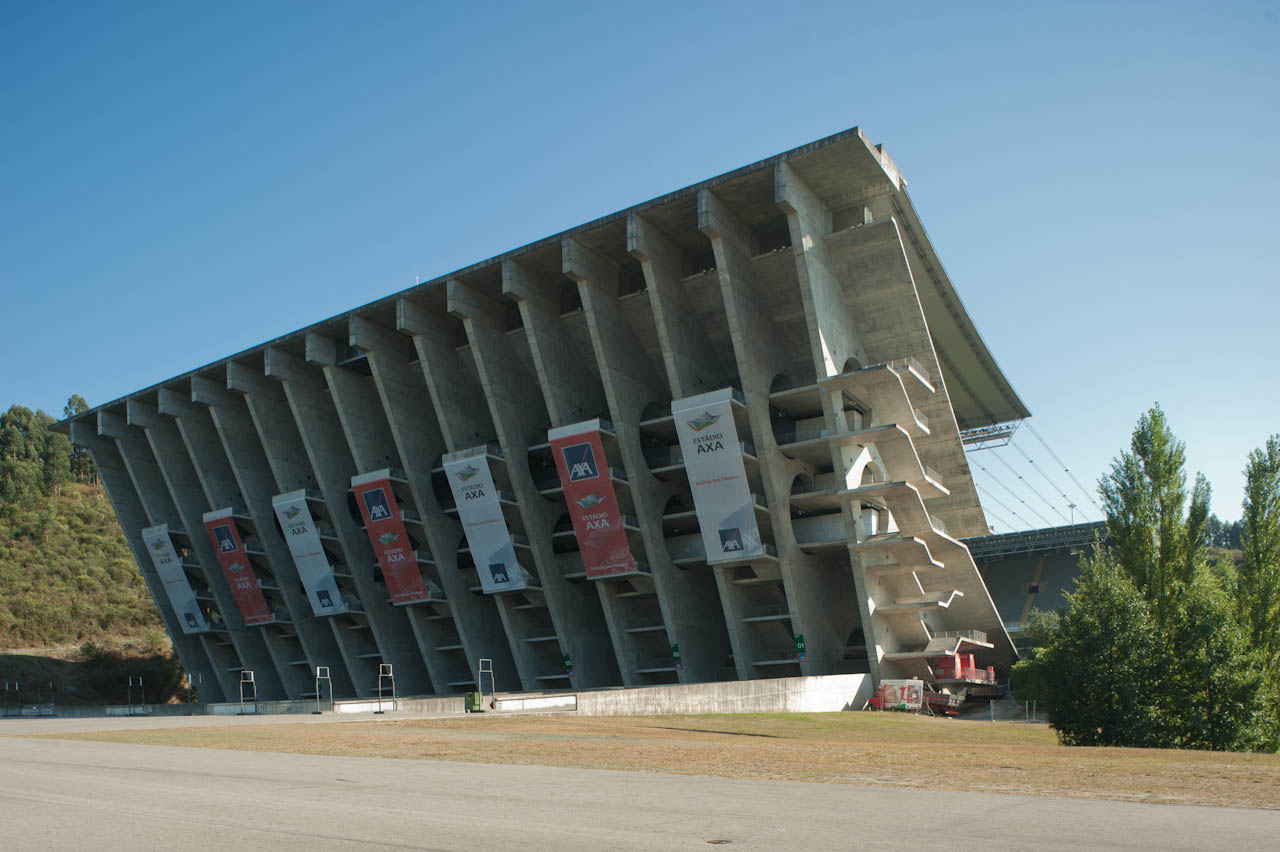
ブラガ市、エスタディオ・ムニシパル・デ・ブラガ
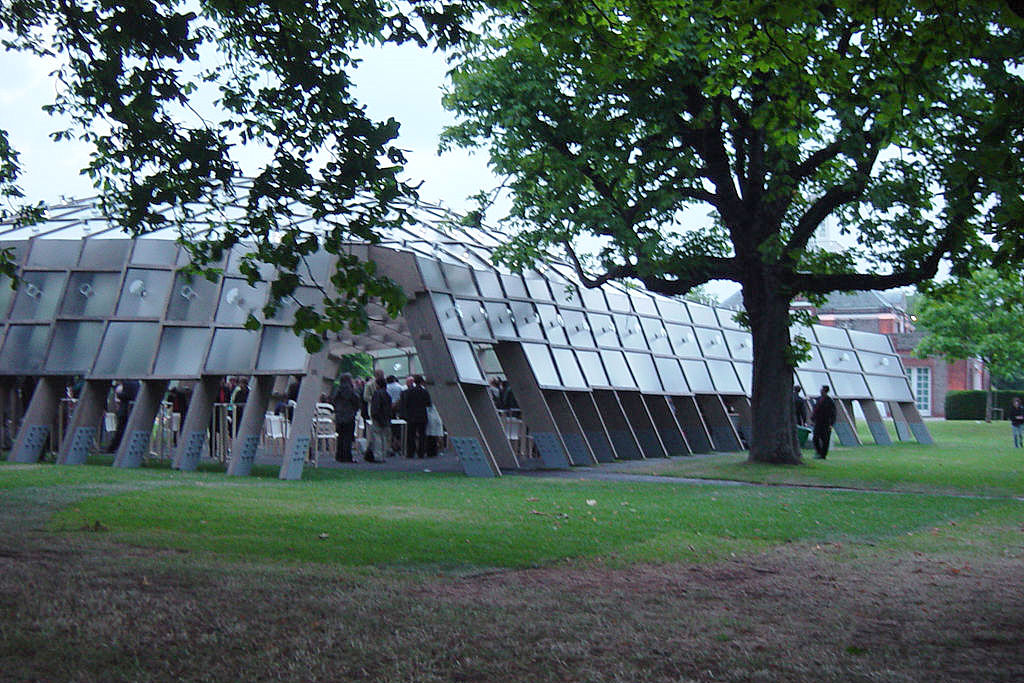
ロンドンのサーペンタイン・ギャラリー夏季パビリオン
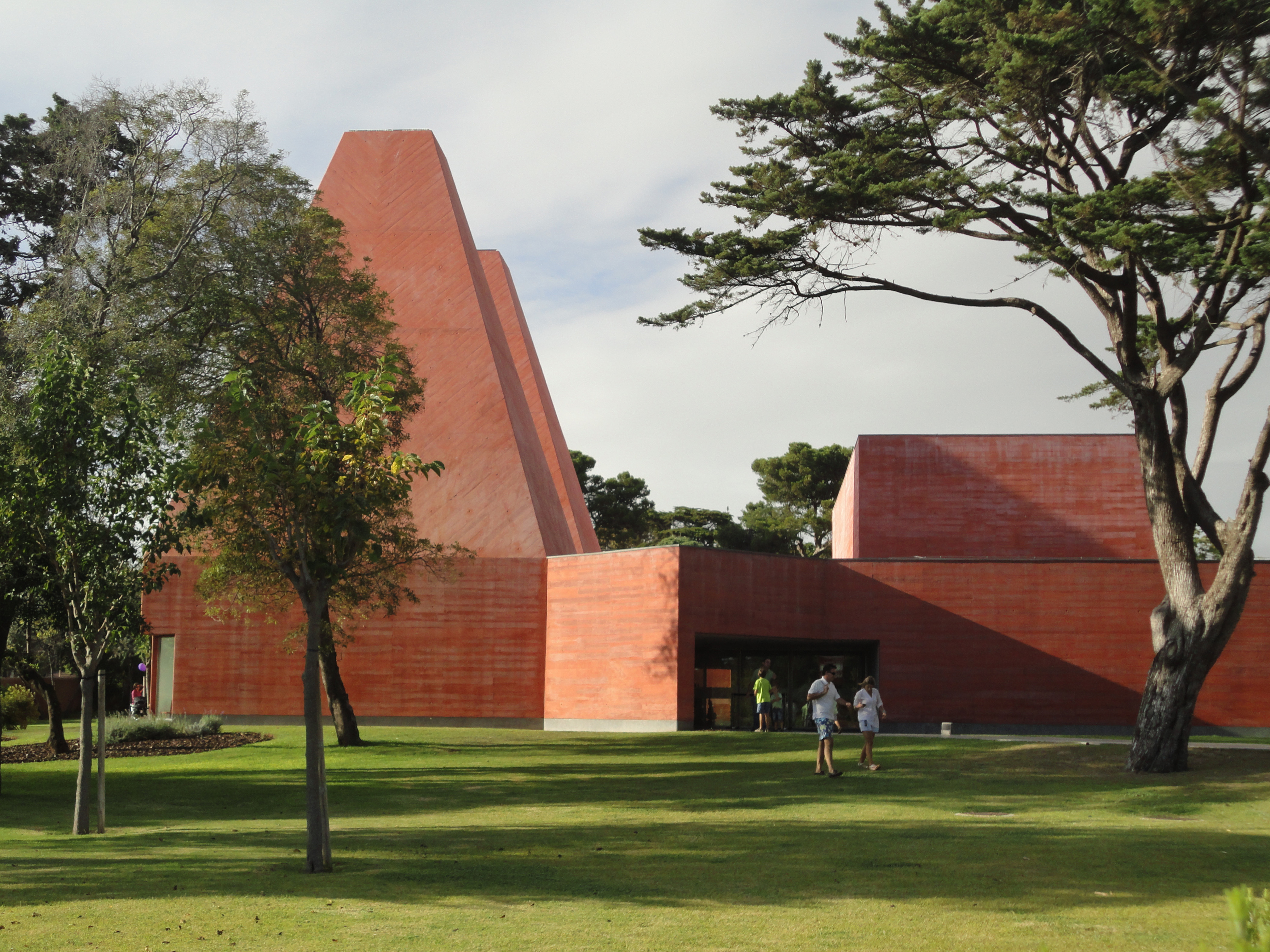
ポーラ・レゴ美術館